# Spongosorites difficilis
Spongosorites difficilis är en svampdjursart som först beskrevs av William Lundbeck 1902.  Spongosorites difficilis ingår i släktet Spongosorites och familjen Halichondriidae. Inga underarter finns listade i Catalogue of Life.